# 南隍城乡
南隍城乡是中国山东省烟台市长岛县下辖的一个乡。岛陆面积1.83平方公里，总人口845人。有摩崖石刻等古迹。1934年，该地属隍城乡，1945年属钦岛区。1948年，属隍城乡。1985年4月，成立南隍城乡。

## 行政区划
南隍城乡下辖南隍城村。